# Gran Direttore
Capitan America degli anni cinquanta (Captain America of the 1950s), il cui vero nome (rimasto sconosciuto per molti anni) è William Burnside, è un personaggio dei fumetti creato da Stan Lee (testi) e da John Romita Sr. e Mort Lawrence (disegni) nel 1953, pubblicato dall'Atlas Comics (divenuta in seguito Marvel Comics). In seguito ha cambiato identità diventando il Gran Direttore (Grand Director) dopo aver subito un lavaggio del cervello, su testi di Roger McKenzie e disegni di Sal Buscema, facendo una prima apparizione, in un Flashback nell'ombra, in Captain America (vol. 1) n. 231, per poi entrare in scena compiutamente in Captain America (vol. 1) n. 232.
In realtà si trattò di un tentativo di rilancio, da parte della Atlas, di un personaggio che, con la fine del conflitto mondiale, perse popolarità. Sostituire i "cattivi" tedeschi con quelli comunisti non bastò a dare linfa alla testata, che infatti non trovò l'approvazione del pubblico e chiuse dopo pochi numeri.
Nel 1964 Stan Lee recuperò il personaggio nella serie Avengers, raccontando di come Steve Rogers passò vent'anni in animazione sospesa tra i ghiacci del Polo Nord, trascurando le avventure pubblicate dalla Atlas negli anni cinquanta.
Successivamente gli autori spiegarono il senso di quelle storie inventando un nuovo Capitan America tramite la retcon
(retroactive continuity), spiegando che ad agire in quegli anni non fu il vero Steve Rogers (ibernato in quel periodo) ma un suo sostituto che assunse il nome e le sembianze del Capitano originale in sua memoria; avvenne la stessa cosa per il personaggio di Bucky (che anche in quel periodo accompagnava l'eroe a stelle e strisce) narrando di un "Bucky degli anni cinquanta" chiamato Jack Monroe che sostituì il defunto James Barnes.

## Biografia

### Capitan America (anni cinquanta)
Un giovane professore americano, William Burnside, per anni studiò la vita del suo idolo, Capitan America, che era scomparso ed era stato dato per morto poco prima della fine della seconda guerra mondiale.
Laureatosi in Storia americana proprio con una tesi sul suo eroe, nel 1953 si recò in Germania per esaminare gli archivi nazisti su Capitan America e scoprì accidentalmente quella che sembrava essere una formula per creare dei supersoldati.
Con la condizione di poter diventare il nuovo Capitan America, egli offrì la formula al Governo degli Stati Uniti, che era allora impegnato nella guerra in Corea.
Egli cambiò quindi il proprio nome in Steve Rogers e si sottopose a diversi interventi di chirurgia plastica per somigliare in tutto e per tutto al suo idolo.
Finita la guerra, però, il governo accantonò il progetto dei super-soldati, ma "Rogers" non volle abbandonare il suo sogno e, insieme a Jack Monroe, un giovane studente che condivideva la sua passione, decise di usare su di loro la formula per trasformarsi nei nuovi Capitan America (anni cinquanta) e Bucky (anni cinquanta).
Quando il nuovo Teschio Rosso (Albert Malik) prese in ostaggio i delegati dell'ONU, Capitan America e Bucky fecero il loro debutto liberandoli.
I due si misero subito in luce come cacciatori di spie comuniste durante la guerra fredda, ma
sfortunatamente nella formula che avevano assunto mancava la parte necessaria per stabilizzare la trasformazione e i due progressivamente persero la ragione e divennero paranoici.
Mentre Capitan America si trovava all'Università dello Stato di Dakota Sud di Oak Lake Field Station (Dakota del Sud) per tenere una lezione, gli fu iniettato un virus per fargli il lavaggio del cervello e trasformarlo in traditore comunista, ma alla fine si scoprì che il virus non aveva funzionato e che Capitan America aveva finto di essere diventato un traditore, per poter così scovare i sabotatori Comunisti.
Capitan America e Bucky vissero insieme diverse avventure, come quando catturarono contrabbandieri di droga, oppure quando affrontarono Electro, un assassino russo con superpoteri.
In seguito si scontrarono nuovamente con Electro ed il Teschio Rosso (Albert Malik), fino a quando la loro paranoia aumentò, spingendo la coppia a comportarsi in maniera sempre più illogica; cominciarono ad avere allucinazioni sempre più frequenti tanto che nel luglio 1954 cominciarono ad attaccare persone innocenti, credendole spie comuniste.
Nel 1955 furono catturati dalla FBI e messi in animazione sospesa, in attesa di trovare una cura per la loro follia.

### Il risveglio e il Gran Direttore
Nel presente la coppia fu risvegliata accidentalmente e si trovò a combattere l'uomo che ne era stato il primo ispiratore: il Capitan America originale, quello della seconda guerra mondiale, che si era risvegliato dall'ibernazione ma che era creduto un impostore dai due redivivi eroi.
Entrambi furono sconfitti e messi nuovamente in animazione sospesa ma i loro corpi furono sottratti dal Dottor Faustus che, dopo averli risvegliati, li sottopose al lavaggio del cervello: come prova della sua fedeltà Faustus ordinò a Cap di sparare a Jack Monroe/Bucky: egli obbedì all'ordine, non sapendo che in realtà la pistola era caricata a salve.
Successivamente impose poi a William Burnside di divenire il Gran Direttore, leader della National Force, un'organizzazione razzista che ben presto si trovò contrapposta al vero Capitan America e a Devil, ma alla fine dello scontro, vistosi sconfitto, il Gran Direttore si tolse la vita dandosi fuoco.

### Il ritorno
Inspiegabilmente, molti anni dopo la sua morte ufficiale, il Gran Direttore sembra essere tornato a vestire i panni di Capitan America; il Dottor Faustus, a quanto pare, lo salvò all'ultimo momento per poterlo utilizzare come pedina nei suoi piani, mettendolo per l'ennesima volta in animazione sospesa per alcuni anni, in modo da farlo guarire dalle ustioni.
Oggi Faustus e il Teschio Rosso vogliono utilizzarlo nel loro piano per la distruzione dell'America, impiegandolo contro il nuovo Capitan America che, nei panni del Soldato d'Inverno, ha ucciso il suo ex partner, Jack Monroe.
Fallito il suo assalto a James Barnes (che scopre essere il Bucky originale, il suo eroe di gioventù), Steve, confuso, fugge, prima di venire catturato dagli uomini del Teschio Rosso. Senza Faustus a riprogrammarlo, viene imprigionato fino a quando, liberatosi durante l'attacco alla base degli agenti S.H.I.E.L.D., uccide (apparentemente) Arnim Zola, colpevole di averlo torturato quand'era in balia del perfido dottore.
Oggi "Steve"/William Burnside vaga per questa nuova America, così diversa da quella in cui è cresciuto. Tornato nel suo natio Idaho, Burnside/Rogers decide di assumere la leadership dei Cani da Guardia, un gruppo antigovernativo di estrema destra che già in passato aveva combattuto contro Capitan America, sia con l'originale che col suo sostituto reazionario, John Walker.
Il piano prevede di far saltare in aria la diga di Hoover per mandare un segnale forte al governo, ma questo viene sventato da Bucky che, per impedirgli di azionare l'ordigno è costretto a sparargli con un mitra. Crivellato dai colpi, William Burnside cade dalla diga precipitando nel fiume sottostante, ma il suo corpo non viene ritrovato.

## Traduzione del nome in italiano
In italiano il personaggio è presentato con il nome originale in inglese, è però anche un composto dei sostantivi Grand (Grande) e Director (Direttore), negli anni settanta l'Editoriale Corno nelle prime edizioni di Il settimanale de l'Uomo Ragno in italiano scelse di ribattezzare il personaggio "Grande Direttore".

## Cronologia dei fumetti
Capitan America (anni cinquanta) è apparso in soli 12 albi:
- Young Men n. 24 (dicembre 1953): Back from the dead!, narrata di Stan Lee (testi), Mort Lawrence e John Romita Sr. (disegni);
- Young Men n. 25 (febbraio 1954): Top Secret!, narrata di Stan Lee (testi) e John Romita Sr. (disegni)[2];
- Young Men n. 26 (marzo 1954): Captain America turns traitor!, narrata di Stan Lee (testi) e John Romita Sr. (disegni);
- Captain America Weird Tales[3] n. 76 (maggio 1954):
  1. The Betrayers, narrata di John Romita Sr. (disegni), 6 pag.
  2. Captain America Strikes!, narrata di John Romita Sr. (disegni), 6 pag.
  3. Come To The Commies!, 6 pag.;
- Captain America Weird Tales n. 77 (luglio 1954):
  1. You die at Midnight, narrata di John Romita Sr. (disegni), 6 pag.
  2. The man with no face!, narrata di John Romita Sr. (disegni), 6 pag.
  3. POW Camp n° 3 U.N.Command, narrata di John Romita Sr. (disegni), 6 pag.;
- Captain America Weird Tales n. 78 (settembre 1954);
- Captain America and The Falcon (Bronze Age) n. 153 (settembre 1972): Captain America -- Hero or hoax? (Prima edizione italiana: Capitan America... eroe o buffone ?, sull'albo "Capitan America" n. 65 (8 ottobre 1975), Editoriale Corno);
- Captain America and The Falcon (Bronze Age) n. 154 (ottobre 1972): The Falcon fights alone! (Prima edizione italiana: Prendetelo vivo o morto!, sull'albo "Capitan America" n. 66 (22 ottobre 1975), Editoriale Corno);
- Captain America and The Falcon (Bronze Age) n. 155 (novembre 1972): The incredible origin of the other Captain America! (Prima edizione italiana: Le segrete origini di Cap. America, sull'albo "Capitan America" n. 67 (5 novembre 1975), Editoriale Corno);
- Captain America and The Falcon (Bronze Age) n. 156 (dicembre 1972): wo into one won't go! (Prima edizione italiana: Cap contro Cap, sull'albo "Capitan America" n. 68 (19 novembre 1975), Editoriale Corno);
- Nomad (vol. 2[1]) n. 24 (aprile 1994): American Dreamers 3/4: 88, narrata di Fabian Nicieza (testi) e Pete Garcia (disegni);
- Marvel: The Lost Generation n. 1 (febbraio 2001): It's starting again... / ...the Yankee Clipper!, narrata di Roger Stern (testi) e John Byrne (testi e disegni).

Gran Direttore è apparso in soli 7 albi:
1. Captain America (vol. 1) n. 231 (marzo 1979): Aftermath! (Prima edizione italiana: Dopo la battaglia, sull'albo Il Settimanale de l'Uomo Ragno n. 29/30, Editoriale Corno);
2. Captain America (vol. 1) n. 232 (aprile 1979): The flame and the fury (Prima edizione italiana: La fiamma e la furia, sull'albo Il Settimanale de l'Uomo Ragno n. 31/32, Editoriale Corno);
3. Captain America (vol. 1) n. 233 (maggio 1979): Crossfire (Prima edizione italiana: Fuoco incrociato, sull'albo Il Settimanale de l'Uomo Ragno n. 33/34, Editoriale Corno);
4. Captain America (vol. 1) n. 234 (giugno 1979): Burn, Cap, burn! (Prima edizione italiana: Brucia Cap brucia !, sull'albo Il Settimanale de l'Uomo Ragno n. 35/36, Editoriale Corno);
5. Captain America (vol. 1) n. 235 (luglio 1979): To stalk the killer skies! (Prima edizione italiana: Lo, l'uccisore, sull'albo Il Settimanale de l'Uomo Ragno n. 37/38, Editoriale Corno);
6. Captain America (vol. 1) n. 236 (agosto 1979): Death dive! (Prima edizione italiana: Tuffo mortale !, sull'albo Il Settimanale de l'Uomo Ragno n. 39/40, Editoriale Corno);
7. Captain America (vol. 1) n. 281 (maggio 1985): Before the fall! (Prima edizione italiana: Prima della caduta, sull'albo Capitan America & i Vendicatori n. 24 (5 luglio 1991), Star Comics).